# Нареди
Нареди (словен. Naredi) — поселення в общині Велике Лаще, Осреднєсловенський регіон, Словенія. 
Висота над рівнем моря: 794,9 м.